# Hypognatha cacau
Hypognatha cacau là một loài nhện trong họ Araneidae.
Loài này thuộc chi Hypognatha. Hypognatha cacau được Herbert Walter Levi miêu tả năm 1996.